# Madam Satan (personnage)
Madam Satan est un personnage de comics de l'éditeur Archie Comics.
Elle est introduite pour la première fois en 1941 dans le numéro 16 du comics Pep Comics, quand l'éditeur s'intitule encore MLJ Comics. Quand il devient Archie Comics, il décide de se concentrer sur des publications humoristiques, abandonnant le personnage. 
Elle fait son retour en 2013 dans la série de comics du super-héros The Fox, publiée par Red Circle Comics, l'ancien nom du label adulte d'Archie Comics. 
Une nouvelle version du personnage est introduite l'année suivante dans la série de comics Chilling Adventures of Sabrina, spin-off mature et horrifique de Sabrina, l'apprentie sorcière, marquant la première rencontre entre Madam Satan et plusieurs personnages célèbres de l'éditeur, notamment Sabrina Spellman, Betty Cooper et Veronica Lodge.
En 2020, l'éditeur publie un one shot simplement intitulé Madam Satan, sous le label Archie Horror, qui marque la première publication centrée sur le personnage.

## Biographie du personnage

### Introduction dansPep Comics
Tyra est une femme mauvaise fiancée à un homme riche uniquement pour son argent. Un soir, elle empoisonne les parents de son fiancé et tente de se débarrasser des corps. Néanmoins, en mourant, ils arrivent à prévenir le fiancé qui se bat avec Tyra. Elle meurt en tombant sur son propre couteau. Quand ce dernier embrasse le corps, il meurt immédiatement.
L'esprit de Tyra est alors convoqué par Satan qui la baptise Madam Satan et fait d'elle sa partenaire. Sur les ordres de Satan, elle retourne sur terre sous une fausse identité, Iola, pour tuer des hommes avec ses baisers mortels. Elle doit souvent affronter le frère Sunbeam, l'esprit d'un dieu, qui désire l'enfermer dans une bouteille.
Madam Satan est représentée comme une femme magnifique aux cheveux noirs dans sa forme humaine mais sous sa forme démoniaque, son visage est un crâne squelettique vert avec des crânes de squelettes à la place des yeux. En plus de ses baisers de la mort, elle peut contrôler les esprits, se téléporter et se transformer.

### Retour dansThe Fox
Madam Satan fait son retour sous l'identité de Lucy Fur et travail pour le réseau social MyFace. Sa véritable intention est d'utiliser le réseau pour se faire vénérer. Mais son identité est dévoilée quand un photographe prend en photo sa véritable forme. Elle doit alors affronter le super-héros The Fox. Elle garde la même apparence et pouvoirs que lors de ses premières apparitions, mais dispose de quelques nouveautés : cette fois-ci, ses yeux sont rouges et elle peut faire sortir des tentacules de sa bouche pour attaquer.
Quelques numéros plus tard, elle tente de tuer The Fox pour gagner de l'argent. Il est révélé que ses tentacules peuvent prendre la forme de jeunes femmes pour séduire les hommes. Madam Satan est finalement tué par The Fox quand ce dernier attache ses tentacules aux rails d'un train. Elle meurt sur le coup.

### Nouvelle version dansChilling Adventures of Sabrina
Une nouvelle version de Madam Satan est introduite dans la série de comics Chilling Adventures of Sabrina. Elle se déroule dans une chronologie alternative à celles des autres séries de l'éditeur et prend place dans les années 60.
Iola est une sorcière et l'ex-petite amie d'Edward Spellman. Ce dernier l'ayant quittée pour Diana Sawyer, une mortelle. Brisée par la fin de cette relation, elle se suicide en se jetant dans une fosse aux lions. Elle se réveille dans l'un des puits de Géhenne, un lieu en enfer réservé aux personnes ayant commis un suicide, condamné pour le restant de ses jours, sans visage. Mais elle est ressuscitée par Betty Cooper et Veronica Lodge, deux sorcières originaires de Riverdale.
De retour sur terre, elle emprunte le visage d'une femme et va rendre visite à Edward, prisonnier d'un arbre. Elle décide de mettre le feu à l'arbre, tuant Edward. Elle rend visite à sa femme, Diana, enfermée dans un hôpital psychiatrique par les sorcières pour éviter qu'elle dévoile leurs existence. Madam Satan conjure le sort sachant que ses souvenirs la rendront encore plus folle. Elle découvre l'existence de Sabrina, la fille d'Edward et Diana dans la petite ville de Greendale. Sous la fausse identité d'Evangeline Porter, elle devient professeur au lycée Baxter pour se rapprocher de Sabrina et se venger.
Madam Satan est toujours représenté comme une femme magnifique sous sa forme humaine et retrouve son visage démoniaque de la période Pep Comics avec pour seule différence que son visage n'est pas vert. Ses pouvoirs sont très différents, Madam Satan étant une sorcière dans cette version.

## Adaptation dans d'autres médias

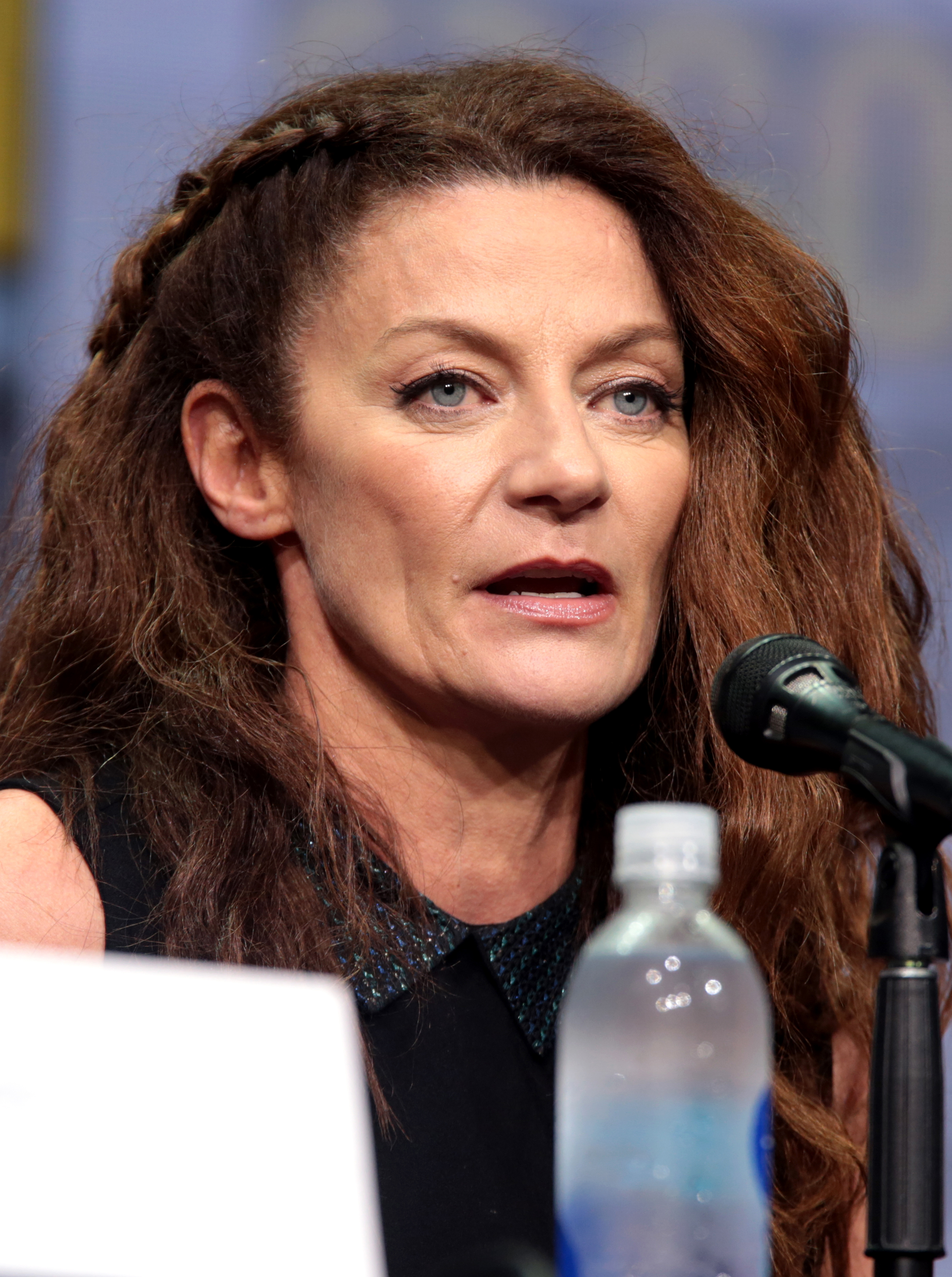
Michelle Gomez est l'interprète du personnage dans Les Nouvelles Aventures de Sabrina.

Madam Satan est l'un des personnages principaux de la série télévisée Les Nouvelles Aventures de Sabrina qui adapte avec quelques libertés les comics Chilling Adventures of Sabrina. Elle est incarnée par l'actrice écossaise Michelle Gomez.
Dans cette adaptation, Madam Satan est envoyée par Satan pour s'assurer que Sabrina rejoindra bien l'Église de la Nuit. Pour cela, elle tue et prend l'apparence de Mary Wardwell, une professeure du lycée Baxter.
Lors de l'épisode final de la première partie de la saison une, il est dévoilé qu'elle est Lilith, la première femme d'Adam avant Ève. À la suite de son bannissement, elle fait la rencontre de Lucifer, l'un des noms de Satan, qui décide de faire d'elle sa compagne, c'est alors qu'elle prend le surnom de Madam Satan. Son véritable visage est également dévoilé lors de cet épisode, il est fidèle à sa représentation dans les comics.